# Utovlje
Utovlje este o localitate din comuna Sežana, Slovenia, cu o populație de 37 de locuitori.